# ب‌ام‌و زد۴ (ای۸۵)

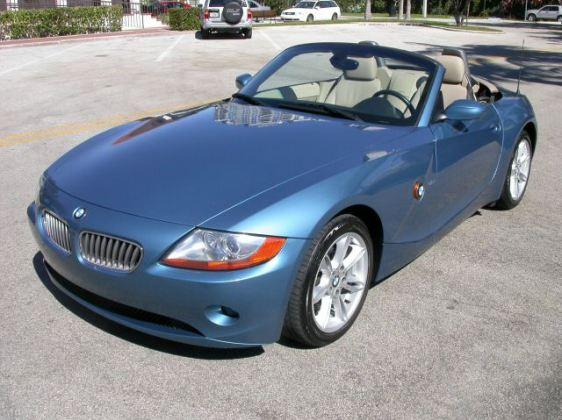

ب‌ام‌و زد۴ (ای۸۵) (BMW Z۴ (E۸۵)) خودرویی است که در سال‌های ۲۰۰۲ تا ۲۰۰۸در ایالات متحده آمریکا تولید شده‌است. طول آن در حالت طبیعی ۴٬۰۹۰ میلیمتر (۱۶۱٫۰ اینچ)، عرض آن در حالت طبیعی ۱٬۷۸۰ میلیمتر (۷۰٫۱ اینچ) و ارتفاع آن در حالت طبیعی ۱٬۳۰۰ میلیمتر (۵۱٫۲ اینچ) است. سیستم جعبه‌دندهٔ آن به دو صورت خودکار و دستی است.